# The Bowl
The Bowl est le nom donné à une dépression située au nord de l'île d'Angaur dans l'État du même nom aux Palaos.

## Géographie
Le Bowl est occupé, en partie, par le lac Salome. Le Bowl est entouré par la Bowl East Ridge et par la Romualdo Hill.

## Géologie
La dépression est formée dans du calcaire corallien composé de fragments de corail, de sable et de matériaux fins agglomérés.

## Sources